# Beksułtan Machmudow
Beksułtan Machmudow (kirg. Бексултан Махмудов; ur. 30 grudnia 1996) – kirgiski zapaśnik walczący w stylu klasycznym. Zajął dziewiąte miejsce na mistrzostwach świata w 2022. Brązowy medalista mistrzostw Azji w 2021. Trzeci na MŚ kadetów w 2013 i druga w Azji w 2011 roku.